# Fidel Pagés

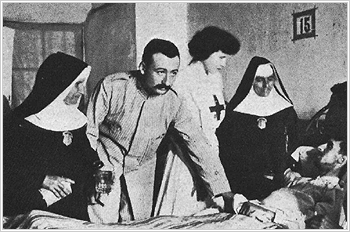
Fidel Pagés à Melilla.

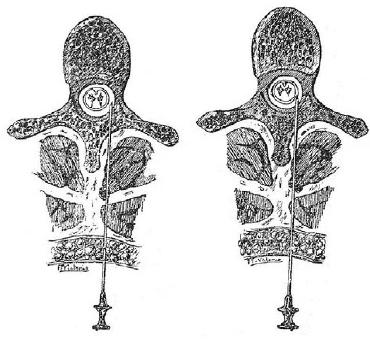
Dessins de Fidel Pagés sur l'anesthésie péridurale.

Fidel Pagés Miravé (Huesca, 26 janvier 1886 - Quintanapalla, 21 septembre 1923) est un médecin militaire espagnol, reconnu pour avoir découvert l'anesthésie péridurale.